# Bećir Omeragić
Bećir Omeragić, född 20 januari 2002, är en schweizisk fotbollsspelare som spelar för den franska klubben Montpeiller. Han representerar även det schweiziska landslaget.

## Karriär
Omeragić debuterade i den Schweiziska superligan den 4 maj 2019 i en match mot FC Basel, då han blev inbytt i den 80:e minuten mot Alain Nef. Efter fem år i klubben gick han till franska Montpeiller HSC på fri transfer, där han skrev ett femårskontrakt.